# Verónica Chen
Verónica Chen est une réalisatrice et scénariste argentine, née en février 1969 à Buenos Aires.

## Filmographie
Sauf indication contraire, les informations mentionnées dans cette section peuvent être confirmées par la base de données cinématographiques IMDb,  présente dans la section « Liens externes ».
- 1994 : Los Inocentes (court-métrage)
- 1994 : Qué felicidad (court-métrage)
- 1995 : Soldado (court-métrage)
- 1995 : Ariel Lavalle (court-métrage)
- 1996 : Calor humano (court-métrage)
- 1996 : 2015 (court-métrage)
- 1997 : Ezeiza (court-métrage)
- 2001 : Wagon fumeur, ou Taxiboy (Vagón fumador)
- 2003 : Overblinded
- 2003 : Aguas argentinas
- 2003 : Ensayo (2003) (série télévisée)
- 2006 : Agua
- 2007 : Fronteras argentinas: Por la razón o la fuerza (téléfilm documentaire)
- 2010 : Viaje sentimental (documentaire)
- 2013 : Mujer conejo
- 2018 : Rosita
- 2020 : Marea alta

## Distinctions
Sauf indication contraire, les informations mentionnées dans cette section peuvent être confirmées par la base de données cinématographiques IMDb,  présente dans la section « Liens externes ».

### Récompenses
- Festival international du film de Locarno 2006 : prix « Environment Is Quality of Life » du jury jeune et prix du jury œcuménique pour Agua

### Nominations et sélections
- Festival international du film de Chicago 2001 : en compétition pour le Gold Hugo pour Wagon fumeur
- Festival international du film de Locarno 2006 : en compétition pour le Léopard d'or pour Agua